# Xestocephalus piceatus
Xestocephalus piceatus är en insektsart som beskrevs av Henry Fairfield Osborn 1934. Xestocephalus piceatus ingår i släktet Xestocephalus och familjen dvärgstritar. Inga underarter finns listade i Catalogue of Life.